# فرودگاه شهری لگزینگتون
فرودگاه شهری لگزینگتون (به انگلیسی: Lexington Municipal Airport) یک فرودگاه همگانی بهره‌برداری هوایی است که یک باند فرود آسفالت دارد و طول باند آن ۸۹۲ متر است. این فرودگاه در کشور ایالات متحده آمریکا قرار دارد و در ارتفاع ۲۱۱ متری از سطح دریا واقع شده است.